# Discestra ortruda
Discestra ortruda là một loài bướm đêm trong họ Noctuidae.